# 吉沃希嘎隧道
吉沃希嘎隧道是拉日铁路的一条隧道。隧道位于中国西藏自治区尼木县的雅鲁藏布江峡谷区的吉沃希嘎山，全长3974米。隧道是拉日铁路的控制性工程，经过地热活动区，是中国首条高原高岩温长距离隧道。隧道于2011年5月正式开工建设。隧道经过的吉沃希嘎山内部岩温达到56摄氏度，洞内环境温度达到42摄氏度。开挖过程中，施工人员采用洒水、制冰、通风等方法为施工面降温。2012年12日，隧道全线贯通。2014年8月16日，隧道随拉日铁路开通运营。